# Daniel A. Pedersen
Daniel A. Pedersen est un footballeur international danois, né le 27 juillet 1992 à Silkeborg. Il joue au poste d'arrière droit à l'AB Copenhague.

## Palmarès
Silkeborg IF
- Champion de deuxième division danoise en 2014.

## Statistiques
| Saison    | Club         | Pays         | Championnat        | Coupes nationales | Coupes d'Europe | Danemark |
| --------- | ------------ | ------------ | ------------------ | ----------------- | --------------- | -------- |
| 2011-2012 | Silkeborg IF | SAS Ligaen   | 26 matchs / 1 but  | 1 match           | -               | -        |
| 2012-2013 | Silkeborg IF | SAS Ligaen   | 29 matchs          | 2 matchs          | -               | 1 match  |
| 2013-2014 | Silkeborg IF | 1st Division | 30 matchs / 3 buts | 1 match           | -               | -        |
| 2014-2015 | Silkeborg IF | SAS Ligaen   | 27 matchs / 1 but  | 2 matchs          | -               | -        |
| 2015-2016 | AGF Århus    | SAS Ligaen   | 24 matchs          | 6 matchs          | -               | -        |
| 2016-2017 | AGF Århus    | SAS Ligaen   | 16 matchs          | 3 matchs          | -               | -        |

Dernière mise à jour le 28/03/2017